# Liste der Papyri des Alten Ägypten

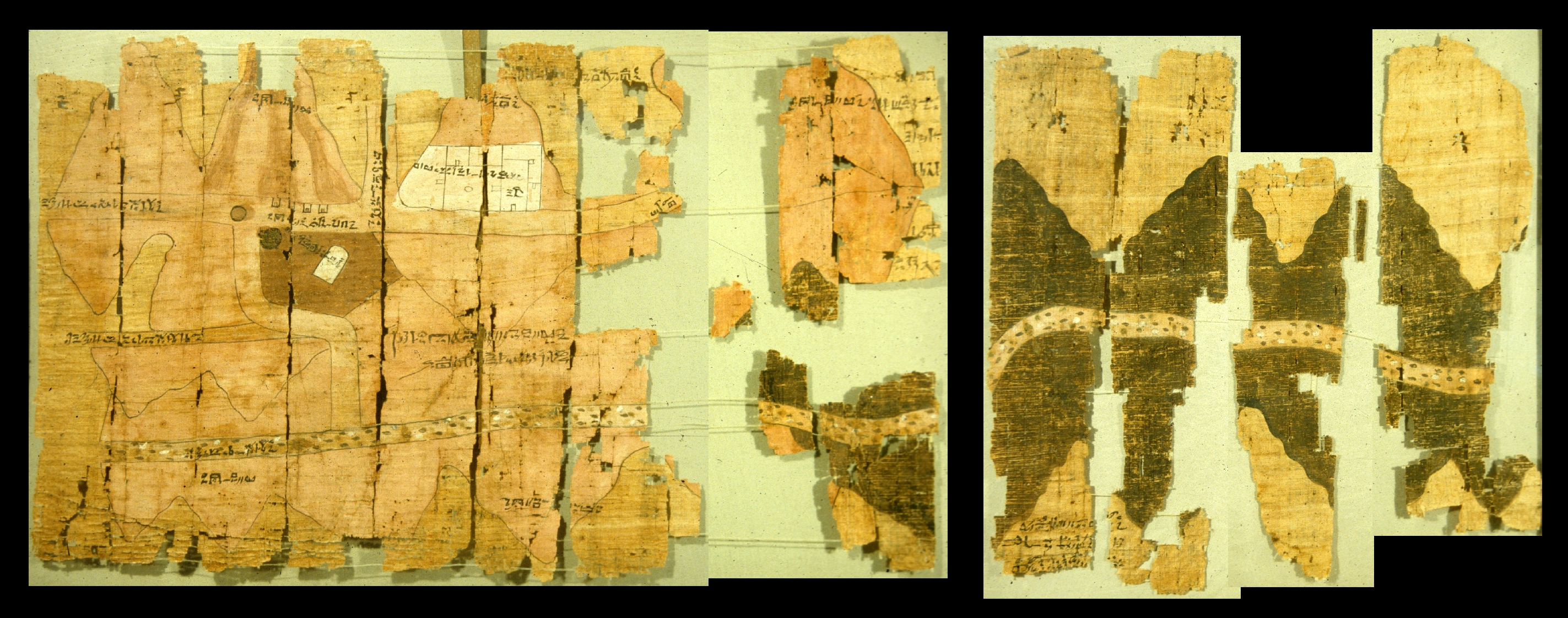
Turiner Papyrus

Die Liste der Papyri im Alten Ägypten umfasst Papyri in ägyptischer Sprache, die in hieratischer und demotischer Schrift sowie in ägyptischen Hieroglyphen geschrieben wurden.
Papyri in koptischer, griechischer, aramäischer, arabischer und anderen Sprachen werden in eigenen Listen aufgeführt.

## Überblick

### Inhalte
Die Inhalte sind vielfältig und umfassen neben dem Ägyptischen Totenbuch und der Königsliste auch unterschiedliche Verwaltungsdokumente wie zum Beispiel Rechnungen oder Unterlagen von Gerichtsprozessen, aber auch magische und medizinische Texte, mathematische Berechnungen, literarische Erzählungen, Lebenslehren, Karten.

### Bezeichnungen
Ihre unterschiedlichen Namen beziehungsweise Bezeichnungen haben die einzelnen Papyri entweder von ihrem Käufer, Entdecker oder Besitzer oder dem jeweiligen Fund- beziehungsweise Aufbewahrungsort erhalten. Eine weitere Benennung der Dokumente erfolgt durch Nennung des Aufbewahrungsortes und ergänzender Nummerierung, wie beispielsweise „Papyrus Berlin 3048“.

## Papyrus-Gruppen
| Name                               | Entstehungszeit                                   | Inhalt und Anmerkungen | Archive und Sammlungen                        |
| ---------------------------------- | ------------------------------------------------- | --- | --------------------------------------------- |
| Abusir-Papyri                      | 5. Dynastie                                       | von / über Neferirkare Kakai |                                               |
| Amherst-Papyri                     | vom Mittleren Reich bis hin in die arabische Zeit | religiöse, literarische, juristische und sonstige Schriften in Hieroglyphen, hieratischer und demotischer Schrift                                     | Pierpont Morgan Library in New York           |
| Elephantine-Papyri                 | 21. Jahrhundert v. Chr. – 9. Jahrhundert          | Briefe und Wirtschaftsdokumente etc. in hieratischer Schrift, aramäischer, demotischer, griechischer, lateinischer, koptischer und arabischer Sprache |                                               |
| Gebelein-Papyri                    | 5. Dynastie ?                                     | Einwohnerliste | Ägyptisches Museum Turin                      |
| Lahunpapyri                        | 13. Dynastie                                      | siehe auch Medizinische Papyri aus Lahun | Petrie Museum of Egyptian Archaeology, London |
| Medizinische Papyri Chester Beatty | Ramessidenzeit                                    | Magische Texte mit medizinischen Inhalten | British Museum, London                        |

## Einzelne Papyri
| Name                                                                                | Entstehungszeit                                               | Inhalt und Anmerkungen | Archiv und Signatur                             | Aufbewahrungsort                  |
| ----------------------------------------------------------------------------------- | ------------------------------------------------------------- | --- | ----------------------------------------------- | --------------------------------- |
| Liturgie des Chonsu-maa-cheru                                                       | Dritte Zwischenzeit 22. Dynastie                              | vollständig, von / über Chonsu-maa-cheru | Völkerkundemuseum                               | Hamburg                           |
| Papyrus Abbott                                                                      | 20. Dynastie                                                  | Verhandlungen über Grabräuberei | British Museum                                  | London                            |
| Papyrus Amherst VII                                                                 | 20. Dynastie                                                  | Verhandlungen über Grabräuberei (untere Hälfte von P. Leopold II) | Morgan Library                                  | New York                          |
| Papyrus Amherst IX (Astarte-Papyrus)                                                | 18. Dynastie                                                  | Astarte und das unersättliche Meer | Bibliothèque nationale de France Morgan Library | Paris, New York                   |
| Papyrus Amherst 63                                                                  | 4. Jahrhundert v. Chr.                                        | Kultgesänge westsemitischen Ursprungs, u. a. mit Parallelen zu biblischen Psalmen                                                                                    | aramäisch-demotisch                             | Morgan Library & Museum, New York |
| Papyrus Anastasi I                                                                  | Neues Reich                                                   | satirischer Brief | British Museum                                  | London                            |
| Papyrus des Ani                                                                     | 19. Dynastie                                                  | |                                                 |                                   |
| Papyrus Berlin 3022                                                                 | 12. Dynastie                                                  | Die Geschichte von Sinuhe | Ägyptisches Museum, P. 3022                     | Berlin                            |
| Papyrus Berlin 3024                                                                 | 12. Dynastie                                                  | Hirtengeschichte und Gespräch eines Lebensmüden mit seiner Seele | Ägyptisches Museum, P. 3024                     | Berlin                            |
| Papyrus Berlin 3048                                                                 | 23. Dynastie                                                  | | Ägyptisches Museum, P. 3048                     | Berlin                            |
| Papyrus Berlin 6619                                                                 | um 1800 v. Chr.                                               | eines der ältesten Beispiele der Lösung einer Quadratischen Gleichung                                                                                                | Ägyptisches Museum, P. 6619                     | Berlin                            |
| Papyrus Bibliothèque nationale 202, gehört zum Papyrus Amherst IX (Astarte-Papyrus) | 18. Dynastie                                                  | Astarte und das unersättliche Meer | Bibliothèque nationale de France                | Paris                             |
| Papyrus BM 10808                                                                    | 2. Jahrhundert n. Chr.                                        | Beschwörung dreier Fieberdämonen | British Museum                                  | London                            |
| Papyrus Boulaq 4                                                                    | 21. Dynastie                                                  | rto: Lehre des Ani, vso: u. a. Entwurf eines Orakeldekrets | Ägyptisches Museum                              | Kairo                             |
| Papyrus Boulaq 18                                                                   | 13. Dynastie                                                  | Verwaltungsdokumente | Ägyptisches Museum                              | Kairo                             |
| Papyrus Bremner-Rhind                                                               | 312/311 v. Chr.                                               | magische Spruchsammlung | British Museum                                  | London                            |
| Papyrus Brooklyn 35.1446                                                            | Mittleres Reich                                               | Verwaltungsdokumente | Brooklyn Museum                                 | New York                          |
| Papyrus Buenos Aires                                                                | 12. – 14. Dynastie                                            | Die Geschichte von Sinuhe | Museo Etnográfico Juán B. Ambrosetti            | Buenos Aires                      |
| Papyrus Carlsberg VI                                                                | späte 18. – frühe 19. Dynastie                                | Lehre für Merikare | C. Niebuhr Instituttet                          | Kopenhagen                        |
| Papyrus Chassinat II (Papyrus Louvre E 25352)                                       | Dritte Zwischenzeit – Spätzeit                                | Geistergeschichte des Papyrus Chassinat II | Louvre                                          | Paris                             |
| Papyrus Chester Beatty I                                                            | 20. Dynastie                                                  | Streit zwischen Horus und Seth (Papyrus 1.4) | Chester Beatty Library                          | Dublin                            |
| Papyrus Chester Beatty V                                                            | 19. Dynastie                                                  | Lehre des Ani | British Museum, BM EA 10685                     | London                            |
| Papyrus Chester Beatty VI                                                           | 19. Dynastie                                                  | Medizinisches „Fachbuch“ über den Anus | British Museum, BM EA 10686                     | London                            |
| Totenbuch-Papyrus des Chonsu-maa-cheru                                              | Dritte Zwischenzeit 22. Dynastie                              | vollständig, von / über Chonsu-maa-cheru | Völkerkundemuseum                               | Hamburg                           |
| Papyrus Deir el-Medineh 1                                                           |                                                               | rto: Lehre des Ani, vso: magische Texte |                                                 |                                   |
| Papyrus Ebers                                                                       | 16. Jahrhundert v. Chr.                                       | rto: medizinische Sammelhandschrift, vso: Sothis-Kalender | Universitätsbibliothek                          | Leipzig                           |
| Papyrus Edwin Smith                                                                 | 16. Jahrhundert v. Chr.                                       | auch: „Wundenbuch“; medizinische Abhandlung | Academy of Medicine                             | New York                          |
| Greenfield-Papyrus                                                                  | 12. Jahrhundert v. Chr.                                       | Ägyptisches Totenbuch (Teile) | British Museum, BM 10554                        | London                            |
| Papyrus Harageh 1                                                                   | 12. Dynastie                                                  | Die Geschichte von Sinuhe | Petrie Museum of Egyptian Archaeology UC 32773  | London                            |
| Großer Papyrus Harris (Papyrus Harris I)                                            | 20. Dynastie                                                  | Von Ramses IV. veranlasste Aufstellung der Tempelstiftungen Ramses’ III.                                                                                             | British Museum                                  | London                            |
| Papyrus Harris 500                                                                  | 19. Dynastie                                                  | Liebeslieder, Harfnerlied des Antef, Die Eroberung von Joppe, Der verwunschene Prinz                                                                                 | British Museum                                  | London                            |
| Papyrus Harris 501                                                                  | 19. Dynastie                                                  | magischer Text | British Museum                                  | London                            |
| Papyrus Harris A                                                                    |                                                               | Grabräuberprozess | British Museum                                  | London                            |
| Papyrus Hearst                                                                      | Anfang Neues Reich                                            | Medizinische Sammelhandschrift | University of California, Berkeley              |                                   |
| Papyrus Hood                                                                        | 10. Jahrhundert v. Chr.                                       | |                                                 |                                   |
| Papyrus des Hunefer                                                                 | 19. Dynastie, um 1300 v. Chr.                                 | Kopie des Ägyptischen Totenbuches | British Museum, BM EA 9901                      | London                            |
| Papyrus Jumilhac                                                                    | Spätzeit                                                      | Kulttopographischer Papyrus, Bezug zum 17./18. oberägyptischen Gau, u. a. auch Thematik von Batas Kastration (siehe auch Zweibrüdermärchen), Hieroglyphen, Vignetten | Louvre, E. 17110                                | Paris                             |
| Papyrus Lee                                                                         | 20. Dynastie                                                  | Prozess zur Bestrafung der Haremsverschwörer |                                                 |                                   |
| Papyrus Leiden I 344 (Ipuwer-Papyrus)                                               | 17. Jahrhundert v. Chr.                                       | von einigen Forschern als ägyptisches Gegenstück zur Beschreibung der Zehn Plagen im Buch Exodus gesehen                                                             | Rijksmuseum van Oudheden                        | Leiden                            |
| Papyrus Leningrad 1115                                                              | 11. / 12. Dynastie                                            | Geschichte des Schiffbrüchigen | Eremitage                                       | Sankt Petersburg                  |
| Papyrus Leningrad 1116A (Papyrus Petersburg 1116A)                                  | 18. Dynastie                                                  | vso: Lehre für Merikare, rto: Abrechnungen aus der königlichen Schiffswerft                                                                                          | Eremitage                                       | Sankt Petersburg                  |
| Papyrus Leopold II                                                                  | 20. Dynastie                                                  | Verhandlungen über Grabräuberei (obere Hälfte von P. Amherst VII) | Königliche Museen für Kunst und Geschichte      | Brüssel                           |
| Papyrus London 10059                                                                | Ende 18. Dynastie, 1350 v. Chr.                               | Medizinische Sammelhandschrift | British Museum                                  | London                            |
| Papyrus London UC 32156A                                                            | späte 12. – Anfang 13. Dynastie (nach der Herkunft aus Kahun) | rto: Geschichte des Neferpesedjet, vso: Verwaltungstext | Petrie Museum of Egyptian Archaeology           | London                            |
| Papyrus Lythgoe (Papyrus MMA 09.180.535)                                            | 2. Hälfte 12. Dynastie                                        | Die Geschichte des pLythgoe | Metropolitan Museum of Art                      | New York                          |
| Papyrus Moskau 120                                                                  | Dritte Zwischenzeit                                           | Reisebericht des Wenamun | Puschkin-Museum                                 | Moskau                            |
| Papyrus Moskau 4658                                                                 | 18. Dynastie                                                  | Lehre für Merikare | Puschkin-Museum                                 | Moskau                            |
| Papyrus Moskau 4676                                                                 | Mittleres Reich                                               | Golenischew Mathematik Papyrus | Puschkin-Museum                                 | Moskau                            |
| Papyrus D’Orbiney                                                                   | 19. Dynastie                                                  | Zweibrüdermärchen | British Museum                                  | London                            |
| Papyrus Prisse                                                                      | 13. Dynastie                                                  | Lebenslehren: Lehre für Kagemni und Ptahhotep | Bibliothèque nationale                          | Paris                             |
| Papyrus Ramesseum (Papyrus Berlin 0499)                                             | 13.–14. Dynastie                                              | Die Geschichte von Sinuhe | Ägyptisches Museum, P. 0499                     | Berlin                            |
| Papyrus Reinhardt                                                                   | 21. Dynastie                                                  | Landregister | Ägyptisches Museum, P. 3063                     | Berlin                            |
| Reisner-Papyri                                                                      | 12. Dynastie                                                  | Verwaltungsdokumente bezüglich Bauarbeiten |                                                 |                                   |
| Papyrus Rhind                                                                       | 19. Jahrhundert v. Chr.                                       | Mathematik-Papyrus | British Museum                                  | London                            |
| Papyrus Rifaud                                                                      | 20. Dynastie                                                  | Prozess zur Bestrafung der Haremsverschwörer |                                                 |                                   |
| Papyrus Rollin                                                                      | 20. Dynastie                                                  | Prozess zur Bestrafung der Haremsverschwörer |                                                 |                                   |
| Papyrus Turin 1885                                                                  | 20. Dynastie                                                  | Antiker Grabplan von KV2 | Ägyptisches Museum                              | Turin                             |
| Juristischer Papyrus Turin (Turiner Gerichtspapyrus)                                | 20. Dynastie                                                  | Prozess zur Bestrafung der Haremsverschwörer | Ägyptisches Museum                              | Turin                             |
| Königspapyrus Turin                                                                 | 19. Dynastie                                                  | Königsliste | Ägyptisches Museum                              | Turin                             |
| Turiner Lagerstätten-Papyrus                                                        | 12. Jahrhundert v. Chr.                                       | altägyptischer Lagerstätten-Papyrus; altägyptische Landkarte | Ägyptisches Museum                              | Turin                             |
| Papyrus Louvre E 32847                                                              | Ramessidenzeit                                                | medizinische Schrift | Louvre                                          | Paris                             |
| Papyrus Westcar (Papyrus Berlin 3033)                                               | Zweite Zwischenzeit                                           | fragmentiert, von / über Pharao Cheops / Khufu | Ägyptisches Museum, P. 3033                     | Berlin                            |